# Ungersk notation
Ungersk notation, en konvention inom programmering för att namnge  variabler, introducerad av Charles Simonyi. Beteckningen "ungersk" kan härledas dels från upphovsmannens härkomst, dels från det att en artbestämning, ett prefix, sätts framför det egentliga namnet (jämför med hur man i Ungern skriver familjenamnet före personnamnet). 
Prefixet beskriver vilken typ av information variabeln lagrar – vad ändamålet är – och är tänkt att minska antalet fel i programkoden orsakade av att värden av oförenliga slag jämförts, att värden av fel typ använts som  parametrar till en funktion osv.

## Exempel
- hwndFocus, "handtag" till det fönster som är i fokus (handle to a window)
- lpzsName, pekare till första tecknet i en nullterminerad sträng som innehåller ett namn (long pointer to a zero-terminated string)